# Greetings
Greetings (br.: Quem anda cantando nossas mulheres / Saudações) é um filme de comédia estadunidense, de 1968, dirigido por Brian De Palma. O roteiro através de humor negro satiriza a Guerra do Vietnã, a moda do amor livre e a investigação do assassinato de Kennedy. E traz alguns elementos que seriam desenvolvidos pelo diretor no seguimento de sua carreira: numa cena aparece o livro de Truffaut sobre Hitchcock (uma das maiores influências de De Palma), um personagem amplia fotos de um crime e cita Blow-Up (tema de Blow Out de 1981); e um outro se diz voyerista (tema retomado em Body Double de 1984) e lê livros e faz filmes amadores sobre o assunto (e mantém esse gosto em plena guerra, na surpreendente cena final). Robert De Niro aparece em seu primeiro papel de protagonista e repetiu o personagem de Jon Rubin, em outra colaboração com De Palma, no filme de 1970 Hi, Mom!.
De Palma faz uma figuração aparecendo como o homem fumando em frente ao escritório de recrutamento do Exército.

## Elenco
- Jonathan Warden...Paul Shaw
- Robert De Niro...Jon Rubin
- Gerrit Graham...Lloyd Clay
- Richard Hamilton...Artista Pop
- Megan McCormick...Marina
- Tina Hirsch...Tina (creditada como Bettina Kugel)
- Jack Cowley...Fotógrafo de moda
- Jane Lee Salmons...Modelo
- Ashley Oliver...Glória, a Secretária do Bronx (primeiro encontro de Paul)
- Melvin Morgulis...vendedor do jornal "Rats"
- Cynthia Peltz...Divorciada (segundo encontro de Paul)
- Peter Maloney...Earl Roberts
- Rutanya Alda...Linda (creditada como Ruth Alda)
- Ted Lescault...Gerente da livraria
- Mona Feit...Cassandra, a mística (terceiro encontro de Paul)

## Sinopse
O filme começa com um discurso do  Presidente Johnson afirmando que iria continuar com a Guerra do Vietnã e que a vida do cidadão americano, em geral, melhorara. Logo a seguir, três jovens amigos novaiorquinos (Paul, Jon e Lloyd) se encontram e discutem formas de enganar os recrutadores do Exército e não irem para a Guerra. Paul é aconselhado a se fingir de homossexual e Jon resolve passar por um tipo nazista, que odeia as minorias e não conseguiria lutar ao lado de negros, judeus e homossexuais. Enquanto aguardam pelos resultados dos exames analisados pelos psiquiatras militares, os três continuam a desenvolver seus interesses: Paul entra para um serviço de encontros amorosos marcados por computador e conhece várias mulheres; Lloyd investiga o assassinato de Kennedy, ampliando as fotos do crime, colecionando material e falando com testemunhas; e Jon cultiva seu voyeurismo.

## Premiação
- O filme participou do 19º Festival de Cinema Internacional de Berlim e ganhou o Urso de Prata [1]